# Polyptychoides
Polyptychoides é um gênero de mariposa pertencente à família Bombycidae.